# مستری
مستری یک تقسیمات کشوری در سودان است که در دارفور غربی واقع شده‌است.